# 黑屏死机

由于硬盘无法加载主引导记录所致的硬件黑屏死机。界面除闪烁白色光标外，一片空白。

黑屏死机（英語：Black screen of death, BSoD）是部分操作系统在发生严重系统错误后所显示的致命系统错误，该错误或将导致操作系统关机。

## Windows 3.x

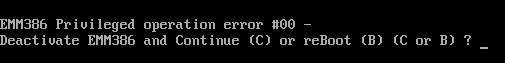
Windows 3.0中的EMM386错误消息造成以普通模式运行的系统黑屏的示例。

在Windows 3.1x中，基于DOS的应用程序如无法正确执行，就会黑屏死机。众所周知：当网络驱动程序驻留在内存中时，如尝试某些特定操作通常会发生此情况。 （但不唯一，该情况是在基于DOS开发的Novell NetWare客户端NETX驻留时发生）。
多数情况下，该问题可在存在类似问题客户端的SYSTEM.INI中添加文字TimerCriticalSection = 10000附加部分修复。以下文件（vtdapi.386re.386 和 vipx.38id-1991）则由佐治亚州亚特兰大可口可乐公司IT部门技术人员Ed Brown更新。据称，该公司正在全球营销小组内分发Windows 3.0系统，但当用户尝试运行WordPerfect时便会黑屏。 

## 其他版本Windows系统的黑屏死机

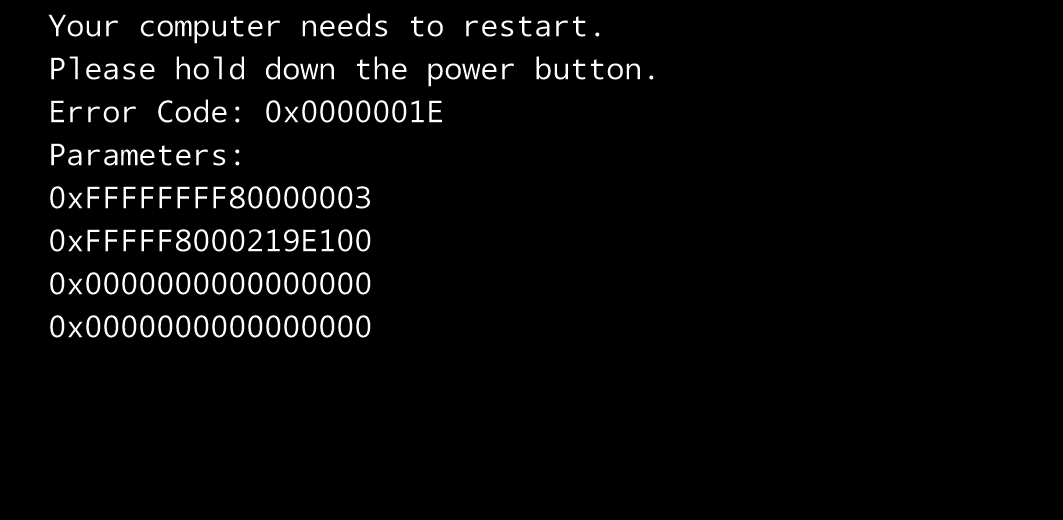
Windows 8的黑屏死机

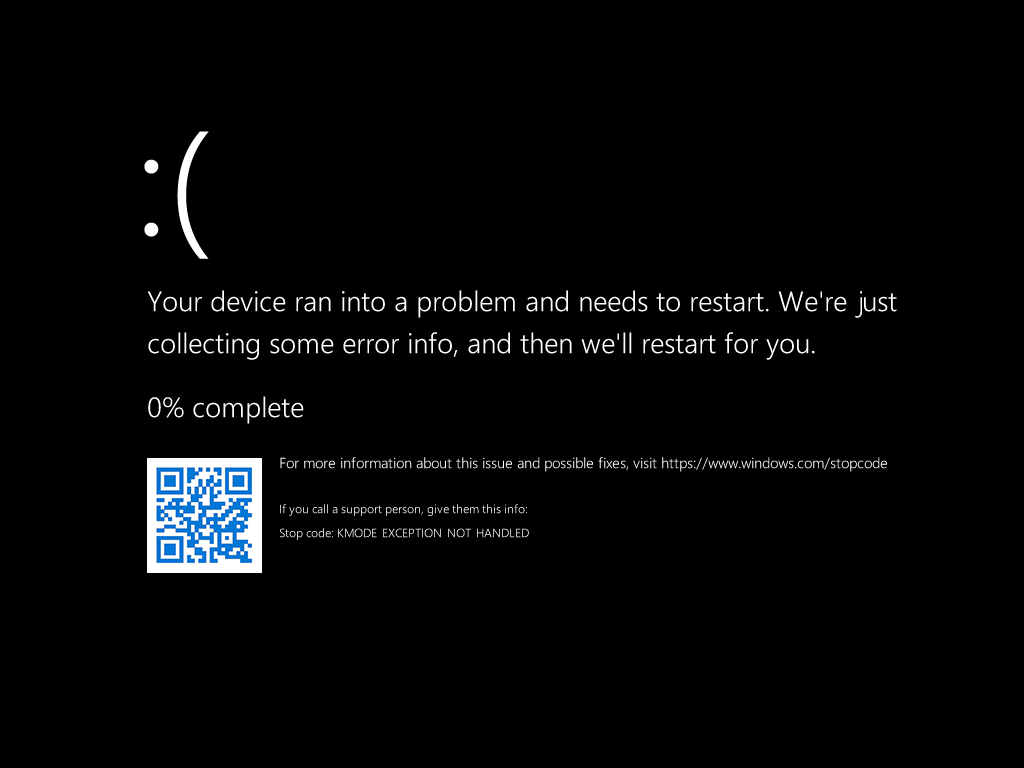
Windows 11的黑屏死机

若操作系统无法启动，MS-DOS、Windows 95、Windows 98、Windows 2000、Windows ME、Windows XP、Windows Vista、Windows 7和Windows 8亦会出现该情况（一般是因为缺失系统文件所致）。若用户对所有文件启用文件压缩并压缩操作系统时亦会出现。如丢失的文件对启动过程至关重要（不論任何Windows版本），则用户须重新安装Windows。但引导页通常会通知用户缺失的文件。如操作系统被压缩，则即使进入安全模式亦无法启动，甚至沒法繼續前往下一個畫面（即沒有UEFI或Enter鍵指示）。但问题一般在使用其他设备启动并解压文件后即可解决。
而於Windows Vista 測試版當中,畫面改成紅色至Build 5112 改回黑色。
2009年末出现数宗Windows XP 、 Windows Vista和Windows 7黑屏死机报告。最初有多个说法认为Windows Update为出错原因。后被Prevx以“错误报告”为由撤回。微软报告称“没有安全更新造成此问题，它可能与恶意软件有关”其他情况下则为蓝屏死机（Windows Vista 5048 為紅屏）。黑屏死机亦可能是因为计算机部分组件过热所致，而非传统的蓝屏，该情况疑似表明系统发生停止错误。相较于蓝屏，黑屏省略了建议用户采取的处理方法。 